# Tätowierung
Tätowierung é um filme de drama alemão de 1967 dirigido e escrito por Johannes Schaaf. Foi selecionado como representante da Alemanha Ocidental à edição do Oscar 1968, organizada pela Academia de Artes e Ciências Cinematográficas.

## Elenco
- Helga Anders - Gaby
- Christof Wackernagel - Benno
- Rosemarie Fendel - Frau Lohmann
- Tilo von Berlepsch
- Heinz Meier - Sigi
- Heinz Schubert
- Wolfgang Schnell - Simon
- Alexander May - Herr Lohmann